# Хуліо дос Сантос
Хуліо Даніель дос Сантос Родрігес (ісп. Julio Daniel dos Santos Rodríguez; 7 травня 1983, Асунсьйон, Парагвай) — парагвайський футболіст, півзахисник, іноді також виступає на позиції відтягнутого форварда. У 2004—2007 рр. — гравець національної збірної Парагваю. В даний час виступає за бразильський клуб «Васко да Гама». У 2005 році визнавався найкращим футболістом року в Парагваї.

## Біографія
Хуліо дос Сантос почав професійну кар'єру у 2001 році в «Серро Портеньйо». У 2004 і 2005 роках він ставав чемпіоном Парагваю, причому у 2005 році дос Сантос був визнаний найкращим футболістом країни.
У січні 2006 року 22-річний дос Сантос був проданий в мюнхенську «Баварію». Парагваєць розглядався як потенційний змінник Міхаеля Баллака, який в тому ж році перейшов у лондонський «Челсі». Проте дос Сантос зіткнувся з конкуренцією з боку Алі Карімі. На початку сезону 2006/07 керівництво «Баварії» і особисто Фелікс Магат висловили невдоволення прогресом Хуліо і в результаті футболіст був відданий в оренду в «Вольфсбург». Але в «Вольфсбурзі» дос Сантос до літа 2007 року так і не зіграв за основну команду. В основному це було обумовлено численними травмами. Однак після придбання «Баварією» Франка Рібері, Хаміта Алтинтопа, Хосе Ернесто Соси і Зе Роберто стало ясно, що парагвайцю буде вкрай складно боротися за місце в основі.
Першу половину сезону 2007/08 Хуліо дос Сантос перебував в оренді у іспанській «Альмерії», за яку також не провів жодного матчу. Потім його віддали в оренду в «Греміо», за який парагваєць зіграв у 5 матчах.
У червні 2008 року дос Сантос підписав контракт з іншою бразильською командою, «Атлетіко Паранаенсе».
У 2009 році Хуліо дос Сантос повернувся в рідний «Серро Портеньйо», де, нарешті, знову став грати у футбол досить регулярно.
29 грудня 2014 року приєднався до бразильського клубу «Васко да Гама».

### Збірна
З 2004 по 2007 рік Хуліо дос Сантос виступав за збірну Парагваю. Він був учасником двох Кубків Америки (2004 і 2007 років), а також чемпіонату світу 2006 року.

## Досягнення
- Чемпіон Парагваю (2): 2004, 2005
- Чемпіон Німеччини (1): 2006
- Чемпіон штату Парана (1): 2009
- Володар Кубка Німеччини (1): 2006
- Володар Кубка німецької ліги (1): 2007
- Футболіст року в Парагваї (1): 2005